# Вяра Петрова
Вяра Димитрова Петрова е български политик, народен представител в XLI народно събрание от парламентарната група на ГЕРБ, като в края на мандата си напуска партията.

## Биография
Вяра Петрова е родена на 17 септември 1970 година в град Карнобат, България. Завършва висше образование със специалност „Счетоводство и контрол“, по-късно е Директор на производствено предприятие.

### Политическа кариера
На парламентарните избори през 2009 година Петрова е избрана за народен представител от партия ГЕРБ.
На 7 ноември 2012 година БСП подава сигнал в Комисията за корупция по високите етажи на властта, че тя оказва натиск от нея върху регионалното бюро по труда в Карнобат, за да може фирмата на нейния съпруг да вземе ваучери за преквалификация.
В края на ноември 2012 година тя подава оставката си като народен представител и като общински координатор на ПП ГЕРБ – Карнобат. В заявление до Изпълнителната комисия на партията, Вяра Петрова декларира, че след произнасяне на Комисията за предотвратяване и установяване на конфликт на интереси, и при констатирани нарушения, ще депозира оставката си като народен представител и пред Народното събрание.

#### Избори
На местните избори през 2011 година е издигната от ГЕРБ за кмет на община Карнобат. Получава 22.28 процента и се нарежда трета след кандидатите на БСП и „Коалиция за Карнобат 2011“.